# وینسنت ژائو
وینسنت ژائو (انگلیسی: Vincent Zhao؛ زادهٔ ۱۰ آوریل ۱۹۷۲) بازیگر و رزمی‌کار اهل چین است.
از فیلم‌ها یا برنامه‌های تلویزیونی که او در آن نقش داشته است، می‌توان به روزی روزگاری در چین ۴، روزی روزگاری در چین ۵، (هر دو در نقش وانگ فی-هونگ) افسانه، قربانی و نبرد چین-هلند ۱۶۶۱ اشاره کرد.